# 碰蓬水库
碰蓬水库是中国广西壮族自治区南宁市横县境内的一座水库，位于郁江流域马江上，建于1958年。水库正常库容为908万立方米，集雨面积为8平方千米，海拔为65米。